# 一宮駅
一宮駅（いちのみやえき）は、香川県高松市一宮町にある、高松琴平電気鉄道琴平線の駅である。駅番号はK08。
琴平線の電車の一部は当駅で折り返す。IruCa取り扱い窓口・IruCa定期券窓口がある。途中下車指定駅。
駅本屋内には信号扱い設備が設置されている。
かつては、同社の直営駅としては珍しく自動券売機が設置されておらず、出札窓口において硬券乗車券が発売されていたが、民事再生法の適用を申請後、合理化推進の中で廃止され、簡易型のポール式券売機が設置された。現在はこの券売機も撤去され、仏生山駅に配備されているものと同じバリアフリー対応の大型券売機が設置されている。これは瓦町駅等に配備されているものと異なり、それより立派である。
日本全国にある「一宮駅（一ノ宮駅）」の中で、旧国名や社名を冠しない駅は当駅が唯一である。

## 歴史
- 1926年12月21日 - 琴平電鉄の駅として開業。
- 1943年11月1日 - 会社合併により高松琴平電気鉄道琴平線の駅となる。
- 1987年4月7日 - 琴電琴平寄りに336m移設[1]。高松南高校に近くなったが、田村神社からは遠くなった。

## 駅構造
島式2面3線のプラットホームを有する。行違い設備は旧駅付近から始まっているため、構内は長い。旧駅は相対式2面2線だった。
のりば

| 乗り場 | 路線    | 方向 | 行先               | 備考         |
| ------ | ------- | ---- | ------------------ | ------------ |
| 1      | ■琴平線 | 上り | 瓦町・高松築港方面 |              |
| 2      | ■琴平線 | 下り | 滝宮・琴電琴平方面 |              |
| 3      | ■琴平線 | 上り | 高松築港方面       | 折り返しのみ |

駅本屋は3番線側にある。

## 利用状況
2001年には、1日あたり2,442人の利用者数があったが、2018年には1,637人/日の利用まで減少している。
| 1日乗降人員推移 | 1日乗降人員推移 |
| 年度            | 1日平均人数     |
| --------------- | --------------- |
| 2011年          | 1,606           |
| 2012年          | 1,616           |
| 2013年          | 1,594           |
| 2014年          | 1,573           |
| 2015年          | 1,677           |
| 2016年          | 1,678           |
| 2017年          | 1,693           |
| 2018年          | 1,637           |
| 2019年          | 1,591           |
| 2020年          | 1,296           |

## 駅周辺
- 一宮寺（四国八十八箇所第83番）
- 田村神社（讃岐国一宮）
- 香川県立高松南高等学校

※かつて駅前に系列の琴電商事が経営するコトデンスーパーがあったが、琴電商事が自己破産し、閉店した。建物は健在。
- 寺井団地前バス停と一宮バス停

## 隣の駅
高松琴平電気鉄道
■琴平線
空港通り駅（K07） - 一宮駅（K08） - 円座駅（K09）

## 画像

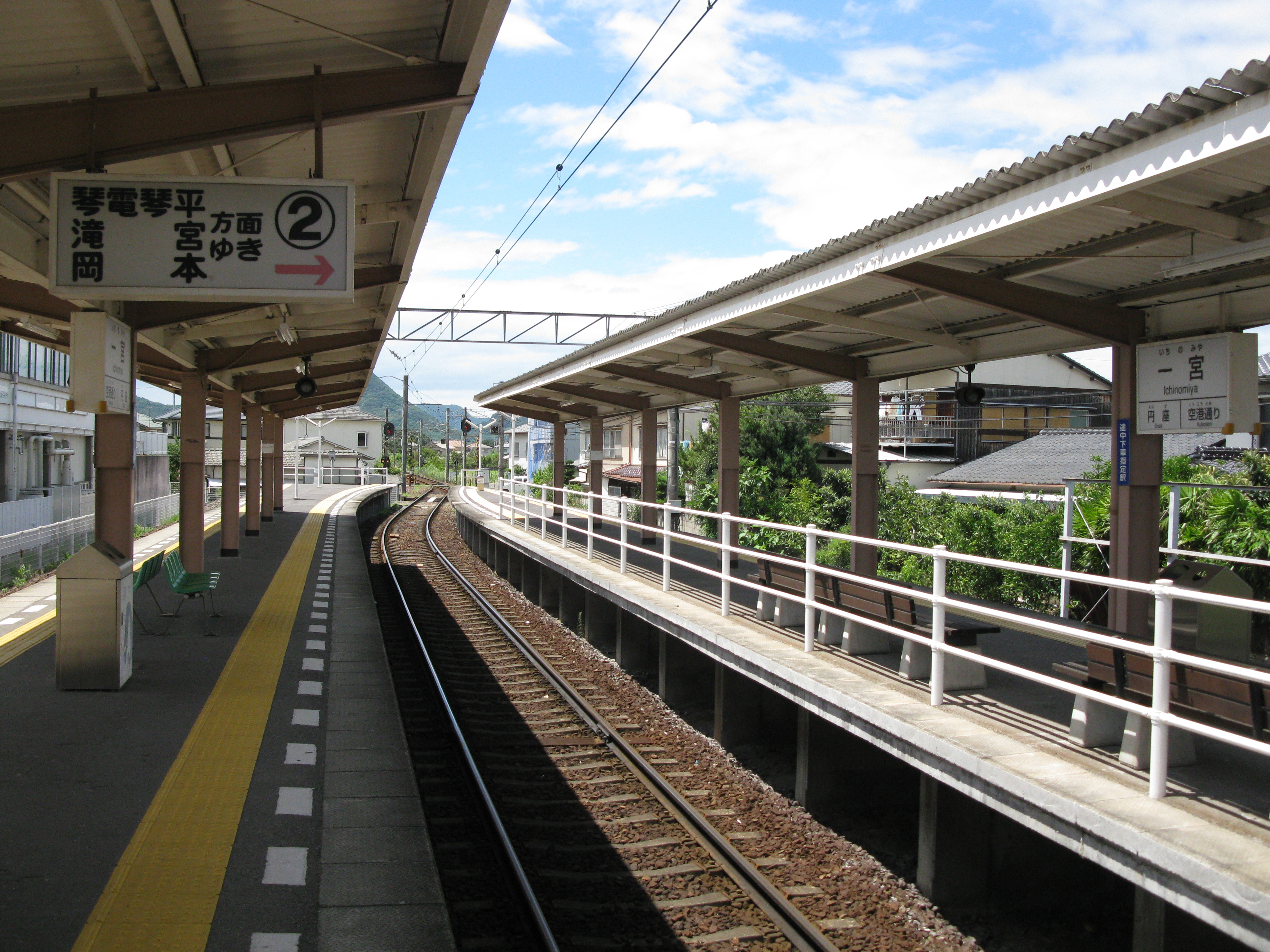
構内　空港通り方より　右手が一番線ホーム